# Hyposidra infusata
Hyposidra infusata är en fjärilsart som beskrevs av Walker 1866. Hyposidra infusata ingår i släktet Hyposidra och familjen mätare. Inga underarter finns listade i Catalogue of Life.